# جاي موريس
جاي موريس (بالإنجليزية: Jay Morris)‏ هو شخصية أعمال ومحامي وسياسي أمريكي، ولد في 24 مايو 1958. حزبياً، نشط في الحزب الجمهوري. وقد انتخب عضو مجلس نواب لويزيانا.